# Acoustic Machine
Acoustic Machine ist ein Jazzalbum von Ken Vandermark & The Vandermark 5. Die am 10. und 11. Januar 2001 in den Airwave Recording Studios, Chicago entstandenen Aufnahmen erschienen 2001 auf Atavistic Records.

## Hintergrund
Acoustic Machine war das fünfte Album des Quintetts The Vandermark 5 um den Chicagoer Holzbläser Ken Vandermark, der auch alle Kompositionen schrieb. Er widmet weiterhin jede Komposition seinen musikalischen Vorfahren, wie er es hier mit Archie Shepp, Stan Getz, Julius Hemphill, Elvin Jones und Lester Young tut. „Aber jede Widmung ist nur ein Ausgangspunkt für sein Quintett“, notierte Mark Corroto. Im Gegensatz zu den „Young Lions“ des Neoklassizismus im Jazz seien die Mitglieder dieses Quintetts nicht dazu verdammt, die Musik ihrer Väter zu wiederholen. So beginnt ihre Widmung an Lester Young in „Stranger Blues“ damit, dass Kent Kessler eine traditionelle Grundlinie spielt und Tim Mulvenna einen regelmäßigen Puls erarbeitet. Sie spielten zwar mit vollem Respekt vor Lester Young (wie bei jeder Widmung), so der Autor, das Quintett gehe aber über einen „Lester-Young-Sound“ hinaus und mache die Musik zu ihrer eigenen. Dabei betone Vandermark das Ensemblespiel und die einzelnen Stimmen seiner Band.

## Titelliste
- The Vandermark 5:  Acoustic Machine (Atavistic ALP128CD)[2]
  1. Hbf 4 1:35
  2. Auto Topography (For Archie Shepp) 9:35
  3. Fall to Grace (For Elvin Jones) 13:44
  4. Hbf 2 0:44
  5. License Complete (For Julius Hemphill) 7:43
  6. Coast to Coast (For Stan Getz) 7:08
  7. Hbf 3 0:25
  8. Close Enough (For Robert Capa) 12:23
  9. Hbf 1 0:25
  10. Wind Out (For William Klein) 10:28
  11. Stranger Blues (For Lester Young) 9:15
  12. Hbf 5 0:48
- Alle Kompositionen stammen von Ken Vandermark.

## Editorischer Hinweis
Die auf 1.500 Exembplare limitierte, 2002 erschienene 2-LP-Edition The Vandermark 5 – Acoustic Machine (Atavistic ALP128CD) enthielt zusätzlich die folgenden Titel:
- 1. Wherever June Bugs Go (Archie Shepp) 11:44
  2. King Korn/Calls (Carla Bley) 9:05
  3. The Earth/Jerry [The Moon] (Frank Wright) 12:30
  4. Scootin’ About (Jimmy Giuffre) 7:05
  5. C.M.E./G Song (Julius Hemphill) 10:21
  6. There Is the Bomb (Don Cherry) 10:29

## Rezeption
Thom Jurek vergab an das Album in Allmusic 4½ (von fünf) Sterne und schrieb, die letzten beiden Vandermark 5-Alben, Simpatico und Burn the Incline, waren ohne Zweifel Sounds einer Band, die sich als Arbeiten als Kollektiv zu eigen gemacht habe. Bei Acoustic Machine sei Ken Vandermark zu einem Komponisten geworden, der nicht nur durch neuen Jazz überzeuge, sondern auch mit der Vandermark 5 als Einheit. Sein Schreiben und Arrangieren für Jeb Bishop, Tim Mulvenna, Kent Kessler und Dave Rempis sei spielerspezifisch, und er passe bestimmte Abschnitte, Modi und Intervalle an die Stärken bestimmter Spieler an, wodurch deren Beiträge zur Einheit vergrößert würden. Acoustic Machine beweise von sich aus, dass die V5 einfach die aufregendste Gruppe junger Musiker an der US-amerikanischen Jazzfront sind, resümiert Jurek.
Nach Ansicht von Mark Corroto, der das Album in All About Jazz rezensierte, enthalte Acoustic Machine, die fünfte Folge der Vandermark 5, die reifen Stimmen des Chicagoer Jazz und die von jenen hochtalentierten Musikern, aus denen diese häufiger gemeinsam spielende Band bestehe. Im Laufe des Bestehens seiner Gruppe habe sich Vandermark beim Komponieren darauf eingestellt, die Stärken jedes Musikers zu nutzen. Ob im feurigen Medium von Archie Shepps Vokabular in Auto Topography oder in der Coolness von Stan Getz in Coast to Coast – das Quintett überlagere das Gruppenspiel und überlappe auch die Soli, wodurch die Langeweile einer Thema-Solo-Thema-Situation vermieden werde.